# 多奈川第二発電所
多奈川第二発電所（たながわだいにはつでんしょ）は、大阪府泉南郡岬町多奈川谷川1905-12にあった関西電力の石油火力発電所。

## 概要
1977年7月に1号機が運転を開始、2号機までが建設された。大阪湾に面している。敷地内には、宮脇昭（当時、横浜国立大学教授）の指導のもと、人工の森を造成した。石油火力発電所であるため原油高の影響を受けやすいほか、不況による電力需要の伸び悩み、設備の老朽化などにより1・2号機は2005年4月1日より長期計画停止されていたが、2020年3月末に廃止された。

## 発電設備
- 総出力：120万kW[2]

1号機（廃止）
定格出力：60万kW
使用燃料：重油、原油
ボイラ火入れ：1977年（昭和52年）1月20日
営業運転開始：1977年（昭和52年）7月15日
2号機（廃止）
定格出力：60万kW
使用燃料：重油、原油
営業運転開始：1977年（昭和52年）8月20日